# USS Anzio (CVE-57)
Авіаносець «Анціо» (англ. USS Anzio (CVE-57)) - ескортний авіаносець США часів Другої світової війни, типу «Касабланка».

## Історія створення
Авіаносець «Анціо» був закладений 12 грудня 1942 року на верфі Kaiser Shipyards у Ванкувері під ім'ям «Alikula Вау», але 3 квітня 1943 року перейменований на «Корал Сі» (англ. Coral Sea).  Спущений на воду 1 травня 1943 року, вступив у стрій 27 серпня 1943 року.

## Історія служби
Після вступу в стрій авіаносець «Корал Сі» брав участь в десантних операціях на Острови Гілберта (листопад-грудень 1943 року), Маршаллові Острови (січень-лютий 1944 року), о. Емірау (березень 1944 року), в районі Нової Гвінеї (квітень 1944 року), на Маріанські острови (червень-липень 1944 року), о. Гуам (кінець липня 1944 року), після чого був відправлений у США для ремонту, який тривав з серпня по вересень 1944 року.
15 вересня 1944 року авіаносець був перейменований на «Анціо». Після ремонту використовувався як протичовновий авіаносець, забезпечував дії флоту в районі Філіппін (жовтень-грудень 19444 року), Іодзіми (лютий 1945 року), Окінави (квітень-лютий 1945 року).
Літаки авіаносця потопили 5 японських підводних човнів - I-41 (17 листопада 1944 року), Ro-43 (25 лютого 1945 року), I-368 (26 лютого 1945 року), I-361 (30 травня 1945 року), I-13 (16 липня 1945 року, разом з надводними кораблями).
Після закінчення бойових дій корабель перевозив американських солдатів та моряків на батьківщину (операція «Magic Carpet»).
5 серпня 1946 року авіаносець був виведений в резерв. 
12 липня 1955 року «Анціо» перекласифікували у ескортний вертольотоносець CVHE-57.
1 березня 1959 року авіаносець «Анціо» був виключений зі списків флоту і року проданий на злам.